# ليمان بوستوك
ليمان بوستوك (بالإنجليزية: Lyman Bostock)‏ هو لاعب كرة قاعدة أمريكي، ولد في 22 نوفمبر 1950 في برمنغهام في الولايات المتحدة، وتوفي في 23 سبتمبر 1978 في غاري في الولايات المتحدة.

## وصلات خارجية
- ليمان بوستوك على موقع دوري كرة القاعدة الرئيسي (الإنجليزية)
- ليمان بوستوك على موقعبيزبول رفرنس.كوم (الدوري الرئيسي) (الإنجليزية)
- ليمان بوستوك على موقعبيزبول رفرنس.كوم (الدوري الثانوي) (الإنجليزية)
- ليمان بوستوك على موقع إي إس بي إن.كوم (أم.أل.بي) (الإنجليزية)
- ليمان بوستوك على موقع مشجعي الرسوم البيانية (الإنجليزية)